# (2693) Yan'an
(2693) Yan'an es un asteroide perteneciente al cinturón de asteroides, descubierto el 3 de noviembre de 1977 por el equipo del Observatorio de la Montaña Púrpura desde el Observatorio de la Montaña Púrpura, Nankín (China).

## Designación y nombre
Designado provisionalmente como 1977 VM1. Fue nombrado Yan'an en homenaje a Yan'an ciudad prefectura de la República Popular China.